# كم جن كيو (لاعب كرة قدم)
كيم جين كيو (الكورية: 김진규)، من مواليد 16 فبراير 1985 في أندونغ في كوريا الجنوبية، لاعب كرة قدم كوري جنوبي.
بدأ مسيرته الكروية مع نادي تشونام دراغونز في عام 2003، ولعب معهم حتى عام 2004، وشارك معهم في 21 مباراة وسجل هدف واحد، وفي عام 2005 انتقل إلى نادي جوبيلو إيواتا الياباني، ولعب معهم حتى عام 2006، وشارك معهم في 32 مباراة وسجل هدف واحد، وفي عام 2007 انتقل إلى نادي تشونام دراغونز، ولعب معهم 8 مباريات وسجل هدفين، ومنذ عام 2007 وهو يلعب مع نادي سيؤول.
و قد بدأ باللعب مع منتخب كوريا الجنوبية لكرة القدم في عام 2004.

## روابط خارجية
- كيم جين كيو على موقع الاتحاد الدولي (مؤرشف)  (الإنجليزية)
- كيم جين كيو على موقع رابطة كرة القدم اليابانية للمحترفين (اليابانية)
- كيم جين كيو على موقع دوري كوريا الجنوبية (الإنجليزية)
- كيم جين كيو على موقع قاعدة بيانات كرة القدم.إي يو (الإنجليزية)
- كيم جين كيو على موقع ناشيونال فوتبول تيمز (الإنجليزية)
- كيم جين كيو على موقع Soccerway.com (الإنجليزية)
- كيم جين كيو على موقع عالم كرة القدم.نت (الإنجليزية)
- كيم جين كيو على موقع كووورة
- كيم جين كيو على موقع أوليمبيديا (الإنجليزية)